# Sybra borchmanni
Sybra borchmanni är en skalbaggsart som beskrevs av Stefan von Breuning 1957. Sybra borchmanni ingår i släktet Sybra och familjen långhorningar. Inga underarter finns listade i Catalogue of Life.